# Volnius
Volnius  (probablement Volna ou Velnies en étrusque) est un auteur étrusque de « tragédies toscanes », cité par Varron

## Histoire
« Ager Romanus primum divisus in partis tris, a quo tribus appellata Titiensium, Ramnium, Lucerum. Nominatae, ut ait Ennius, Titienses ab Tatio, Ramnenses ab Romulo, Luceres, ut Iunius, ab Lucumone; sed omnia haec vocabula tusca, ut Volnius, qui tragoedias Tuscas scripsit, dicebat. »